# Onaje Allan Gumbs
Onaje Allan Gumbs (* 3. September 1949 in New York City, New York; † 6. April 2020 in Yonkers, New York) war ein US-amerikanischer Jazzmusiker (Piano, Keyboards und Arrangement), der ebenso Beiträge zur Fusionmusik und zum Smooth Jazz lieferte wie zur musikalischen Avantgarde.

## Leben und Wirken
Gumbs studierte schon mit sieben Jahren Klavier und erhielt eine klassische Musikausbildung in der Music and Art High School (wo er auch Posaune in der High School Band spielte). Er studierte an der State University of New York in Fredonia und an der Indiana University bei David Baker. Sein erstes professionelles Engagement hatte er beim Andrew Langston Latin Jazz Quintet. 1971 empfahl ihn sein Mentor Leroy Kirkland an den Gitarristen Kenny Burrell; 1973 führte er Konzerte mit Black Music mit der Buffalo Philharmony auf. 1974 führte die New York Jazz Repertory Company in einem Konzert zu Ehren Miles Davis’ in der Carnegie Hall Gumbs’ Arrangement des Titels „Stella by Starlight“ auf. Im selben Jahr lud Woody Shaw Gumbs ein, seiner Band beizutreten, wo er am Album Moontrane mitwirkte, die nächsten fünf Jahre blieb (und eine Zeit lang als musikalischer Leiter fungierte). In den späten 1970er Jahren schloss er sich auch der Band von Nat Adderley an. So wurde der Produzent von Steeplechase Nils Winther auf ihn aufmerksam und lud ihn 1976 ein, das Soloalbum Onaje einzuspielen (allerdings wurde der Tonträger erst 1994 veröffentlicht).
1976 besorgte Gumbs auch das Arrangement des Stückes Betcha by Golly Wow für die Sängerin Phyllis Hyman, das deren Erkennungsmelodie werden sollte. In den späten 1970er Jahren wirkte er auch an mehreren erfolgreichen Jazzfusion-Alben mit Lenny White und Roy Ayers mit und zeigte Kompetenzen mit Funk-Rhythmen, Keyboards und Synthesizern. Darauf aufbauend arbeitete Gumbs in den 1980er Jahren einerseits im Bereich der Avantgarde mit Ronald Shannon Jackson und auch mit Bill Laswell zusammen, andererseits tourte er mit dem Smooth-Jazz-Geiger Noel Pointer, den Sängern Jean Carn und Phyllis Hyman sowie den Gitarristen Kevin Eubanks und Stanley Jordan (Magic Touch 1985). Dies führte dazu, dass Gumbs 1988 bei Zebra Records, einer Tochterfirma von MCA, einen Vertrag für zwei smooth-orientierte Alben erhielt: 1988 erschien sein Album That Special Part of Me, 1991 folgte Dare to Dream. Im gleichen Jahr wirkte er auch an Will Downings Album Dream Fullfilled mit. Ende der 1990er Jahre war er Mitglied der Band von Talib Kibwe, an dessen Album Another Blue (1998) er als Keyboarder mitwirkte; außerdem spielt er erneut mit Shannon Jackson im Trio (Puttin On Dog). 
2000 spielte er mit Kenny Burrell auf dessen Concord-Album Lucky So and So; 2001 begleitete er die Sängerin Carmen Lundy (This Is Carmen Lundy, 2001). 2003 begann mit seinem Live-Album Return to Form eine längere Zeit, in der Gumbs fast ausschließlich Straight-ahead-Jazz spielte und weitere Alben unter seinem Namen vorlegte. 2006 entstand seine CD Sack Full of Dreams mit George Gray, Marcus McLaurine, Gary Fritz, Mark Shim, Bob DeVos und Obba Babatundé.
Außerdem arbeitete Gumbs mit zahlreichen anderen Jazz-, Rhythm-and-Blues- und Popmusikern wie Norman Connors (1973/4), Angela Bofill, Betty Carter, Dakota Staton, Cassandra Wilson, Marlena Shaw, Sadao Watanabe, Kurtis Blow, Mario Escalera, Vanessa Rubin, Jeffrey Osborne, Eddie Murphy, Rebbie Jackson und Gerald Albright zusammen. Im Bereich des Jazz war er laut Tom Lord zwischen 1972 und 2015 an 135 Aufnahmesessions beteiligt, zuletzt mit Lou Volpe (Remembering Ol’ Blue Eyes - A Tribute to Songs of Sinatra). Zu hören ist er auch auf Joe Daleys Album The Seven Deadly Sins (2010).
Gumbs erlitt 2010 einen Schlaganfall, der seine linke Seite kurzzeitig schwächte; der Pianist erholte sich, was er seinem buddhistischen Glauben zuschrieb, und setzte seine Arbeit fort. Er erlitt 2015 einen weiteren Schlaganfall, 2018 dann eine Reihe von Schlaganfällen.

## Preise und Auszeichnungen
1978 erhielt Gumbs mit Woody Shaws Gruppe den Leserpoll von Down Beat als „beste Jazzgruppe“ und für das beste „Jazzalbum des Jahres“. 1986 wurde er für seine Verdienste um die Förderung einer Musikbewegung für den Frieden mit dem Min-On Art Award ausgezeichnet.

## Diskographische Hinweise
- That Special Part of Me, 1988
- Dare to Dream, 1991
- Onaje, 1994
- Return to Form, 2003
- Remember Their Innocence, 2005
- Sack Full Of Dreams, 2006
- Bloodlife: Solo Piano Inspirations Based on the Melodies of Ronald Shannon Jackson, 2013